# Donát Szivacski
Donát Szivacski (sinh 18 tháng 1 năm 1997 ở Kecskemét) là một cầu thủ bóng đá Hungary hiện tại thi đấu cho Vasas SC.

## Thống kê câu lạc bộ
| Câu lạc bộ          | Mùa giải | Giải vô địch | Giải vô địch | Cúp     | Cúp       | Cúp Liên đoàn | Cúp Liên đoàn | Châu Âu | Châu Âu   | Tổng    | Tổng      |
| Câu lạc bộ          | Mùa giải | Số trận      | Bàn thắng    | Số trận | Bàn thắng | Số trận       | Bàn thắng     | Số trận | Bàn thắng | Số trận | Bàn thắng |
| ------------------- | -------- | ------------ | ------------ | ------- | --------- | ------------- | ------------- | ------- | --------- | ------- | --------- |
| Kecskemét           |          |              |              |         |           |               |               |         |           |         |           |
| 2014–15             | 7        | 0            | 0            | 0       | 5         | 0             | 0             | 0       | 6         | 0       |           |
| Tổng                | 7        | 0            | 0            | 0       | 5         | 0             | 0             | 0       | 6         | 0       |           |
| Tổng cộng sự nghiệp |          | 7            | 0            | 0       | 0         | 5             | 0             | 0       | 0         | 6       | 0         |

Cập nhật theo các trận đấu đã diễn ra tính đến ngày 18 tháng 11 năm 2014.